# Едвард Бормашенко
Ѐдвард Бормашѐнко (нар. 5 вересня, Харків) — професор кафедри матеріалознавства та керівник лабораторії наук про інтерфейси університету Аріель в Ізраїлі.

## Життєпис
Едвард Бормашенко народився 1962 року в Харкові. З 1997 року проживає в Ізраїлі. Навчався у Харківському національному університеті імені В. Н. Каразіна. Його дослідження стосуються полімерної науки та науки про поверхню. Докторську ступінь (під керівництвом професора М. Л. Фрідмана) здобув у Московському інституті пластики в 1990 році.
Наукові інтереси Бормашенка включають: гідрофобність, ліофобність, створення поверхонь із заданими властивостями, плазмову та УФ-обробку поверхонь, плазмову обробку насіння, рідких мармурів та їх саморуху, ефект Мойсея (магнітно-натхненна деформація рідких поверхонь). Професор Бормашенко також бере активну участь у кількісній лінгвістиці, топологічних фізичних проблемах (приклади теореми про «волохату кулю»), вдосконаленому розмірному аналізі (розширення теореми Букінгема), варіаційному аналізі фізичних проблем «вільних кінців», що дозволяє застосовувати «трансверсальність».
У 1987 р. Доктор Бормашенко вивчав механізми руйнування надтонких острівних плівок сильно зарядженими частинками високої енергії. У 2004 р. він дослідив молекулярні коливання в PVDF (полівініліденфторид). У 2005—2006 рр. вивчав самостійне складання дихання-фігури та процеси нанесення малюнків у полімерних розчинах, які швидко випаровуються. У 2006—2014 роках розроблені супергідрофобні та суперолеофобні поверхні.
Відомий своїми новаторськими дослідженнями змочувальних переходів та аналітичними термодинамічними виведеннями рівнянь Кассі та Венцеля за допомогою варіаційного числення. У 2011—2018 роках витратив багато зусиль на розслідування рідких мармурів. У 2012 р. розпочато вивчення модифікації поверхневих властивостей біологічних об'єктів (насіння) холодною плазмою. У 2015—2018 рр. вивчив процеси саморуху надихнули ефекти Марангоні. У 2017—2018 роках брав участь у дослідженні скупчення крапель. У 2017—2018 рр. вивчав ефект Мойсея (деформація поверхні діамагнітної рідини/пари за допомогою магнітного поля). Бормашенко є одним з найбільш продуктивних і цитованих вчених в університеті Аріеля.
Доктор Бормашенко також відомий своїми численними філософськими нарисами (написаними російською мовою), в яких він досліджує єврейську релігійну думку, російську літературу та наукову методологію. Центральним мотивом його творчості є пошук істини в постмодерний час. На Бормашенко вплинули Мераб Мамардашвілі та Олександр Воронель.
Професор Бормашенко одружений, має чотирьох доньок.